# Clase Peresvet
La Clase Peresvet de acorazados pre-dreadnought de la Armada Imperial Rusa es el nombre por el que se conoce el grupo de tres buques construidos en los últimos años del siglo XIX que lucharían en la guerra ruso-japonesa.
Los buques Peresvet (en ruso: Пересвет, romanizado: Peresvet) y Pobeda (en ruso: Победа, lit. 'Victoria') fueron asignados a la flota del Pacífico antes del comeinzo de las hostilidades con Japón. Una vez iniciadas, participaron en las batallas de Port Arthur y del Mar Amarillo. Ambos serían finalmente hundidos durante el cerco a Port Arthur. El último buque de la clase en entrar en servicio, el Osliabia (en ruso: Ослябя, romanizado: Osliabia) navegó del Báltico al Lejano Oriente como parte del Segundo Escuadrón del Pacífico de Zinovi Rozhéstvenski donde sería hundido en la batalla de Tsushima.
El Peresvet y el Pobeda serían recuperados por los japoneses después de que estos tomasen Por Arthur, por lo que fueron incorporados a la Armada Imperial Japonesa. En el caso del Peresvet, renombrado Sagami (相模?), sería revendido a Rusia por Japón durante la Primera Guerra Mundial, conflicto en el que ambos imperios estarían aliados. El Pobeda por su parte, quedaría en la armada japonesa con el nuevo nombre de Suwo (周防?).

## Diseño
Continuando la dinámica de la segunda mitad del siglo XIX de acorazados rusos comenzada por el Gran Duque Constantino Nicoláyevich tras lo aprendido de la derrota en la guerra de Crimea para intentar solventar con acorazados de largo rango la distancia con las flotas francesa y británica. La Marina Real británica respondió hacia finales de siglo con el desarrollo de la clase Centurion de los buques gemelos Centurion y Barfleur, que virtualmente podían superar los mejores buques acorazados del momento de Rusia, por lo que el almirantazgo ruso decidió desarrollar la clase Peresvet para contrarrestarlos.
Los buques de la clase Peresvet contaban con 123,4 metros (405 pies) de eslora con una manga de 21,8 metros (72 pies) y un calado de 8 metros (26 pies). Se diseñaron con un despacamiento de aproximadamente 12.880 toneladas, totalmente cargados desplazaban entre 13.320 y 14.400 toneladas. Para reducir la bioincrustación, los cascos de los dos primeros barcos se recubrieron con madera y cobre, pero esto se eliminó en el Pobeda para reducir el peso (y el coste). Los buques tenían un doble fondo parcial y el casco estaba dividido por 10 mamparos transversales estancos; Un mamparo en la línea central dividía las salas de máquinas delanteras. Cada tripulación estaba formada por 27 oficiales y 744 marineros.
Los barcos estaban propulsados por tres máquinas de vapor verticales de expansión triple, cada una de las cuales impulsaba un eje de transmisión, utilizando vapor generado por 30 calderas Belleville. Los motores tenían una potencia nominal de 14.500 caballos de fuerza indicados (10.813 kW), utilizando tiro forzado, y diseñados para alcanzar una velocidad máxima de 18 ns (33,3 kilómetros por hora). Los tres barcos superaron ligeramente sus especificaciones y alcanzaron velocidades máximas de 18,3 a 18,5 nudos (33,9 a 34,3 km/h) desde 14.532 a 15.578 caballos de fuerza indicados (10.837 a 11.617 kW) durante sus pruebas de mar. Llevaban un máximo de 2.060 toneladas largas (2.090 t) de carbón, lo que les permitía navegar durante 6200 millas náuticas (11 482 km) a una velocidad de 10 nudos (18,5 km/h). Su equipo eléctrico consistía en cuatro dinamos impulsados por vapor con una capacidad total de 555 kW.

## Buques de la clase
| Buque               | Astillero                                         | Puesta de quilla        | Botadura               | Entrada en servicio | Coste                     |
| ------------------- | ------------------------------------------------- | ----------------------- | ---------------------- | ------------------- | ------------------------- |
| Peresvet (Пересвет) | Astilleros del Báltico, San Petersburgo           | 21 de noviembre de 1895 | 19 de mayo de 1895     | 1901                | 10,54 millones de rublos  |
| Osliabia (Ослябя)   | Nuevo Astillero del Almirantazgo, San Petersburgo | 21 de noviembre de 1895 | 8 de diciembre de 1898 | 1903                | 11,340 millones de rublos |
| Pobeda (Победа)     | Astilleros del Báltico, San Petersburgo           | 21 de febrero de 1899   | 10 de mayo de 1900     | 1902                | 10,05 millones de rublos  |